# Bickern

Stadtteile und Wohngebiete von Herne

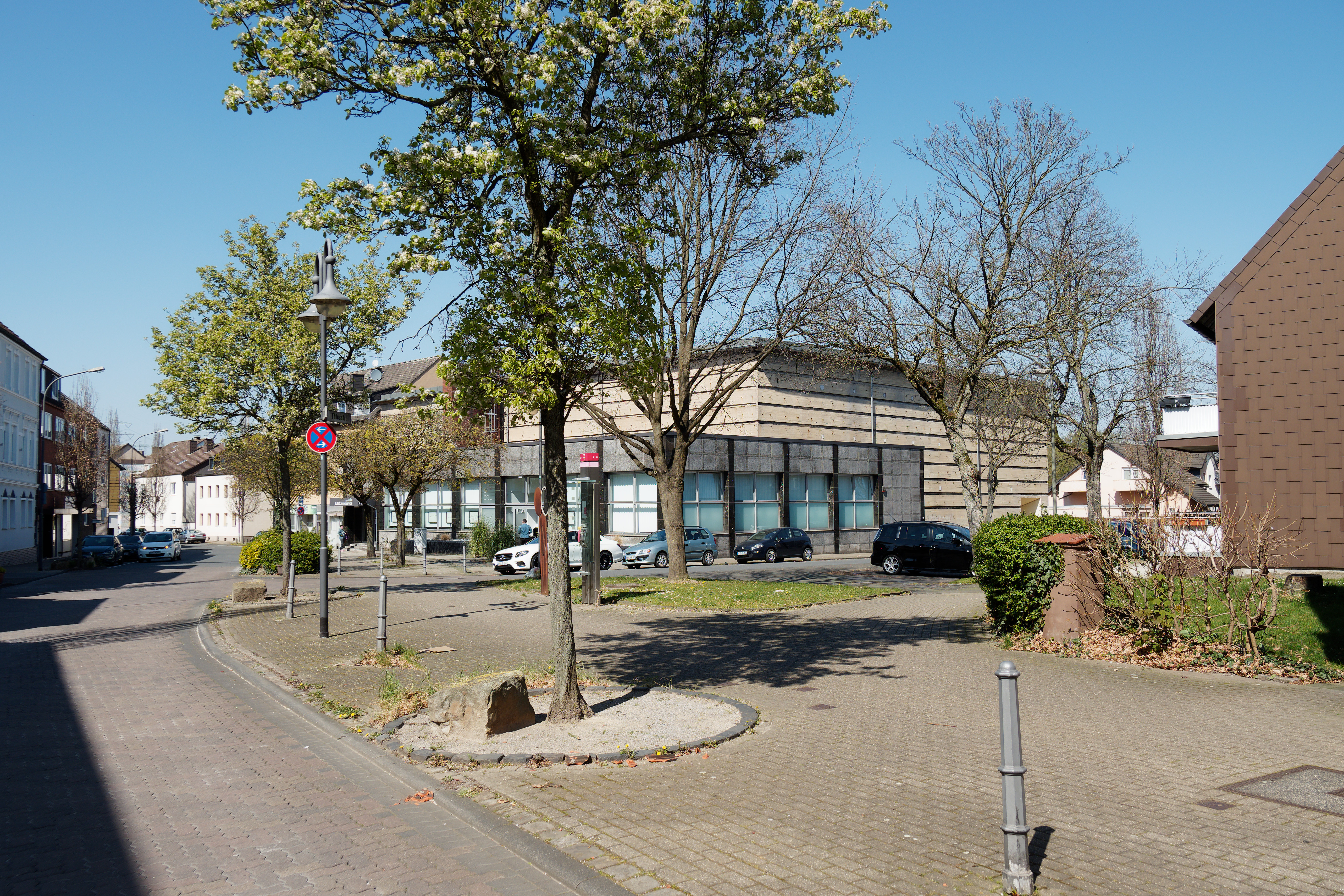
Bickernstraße an der Thiesstraße

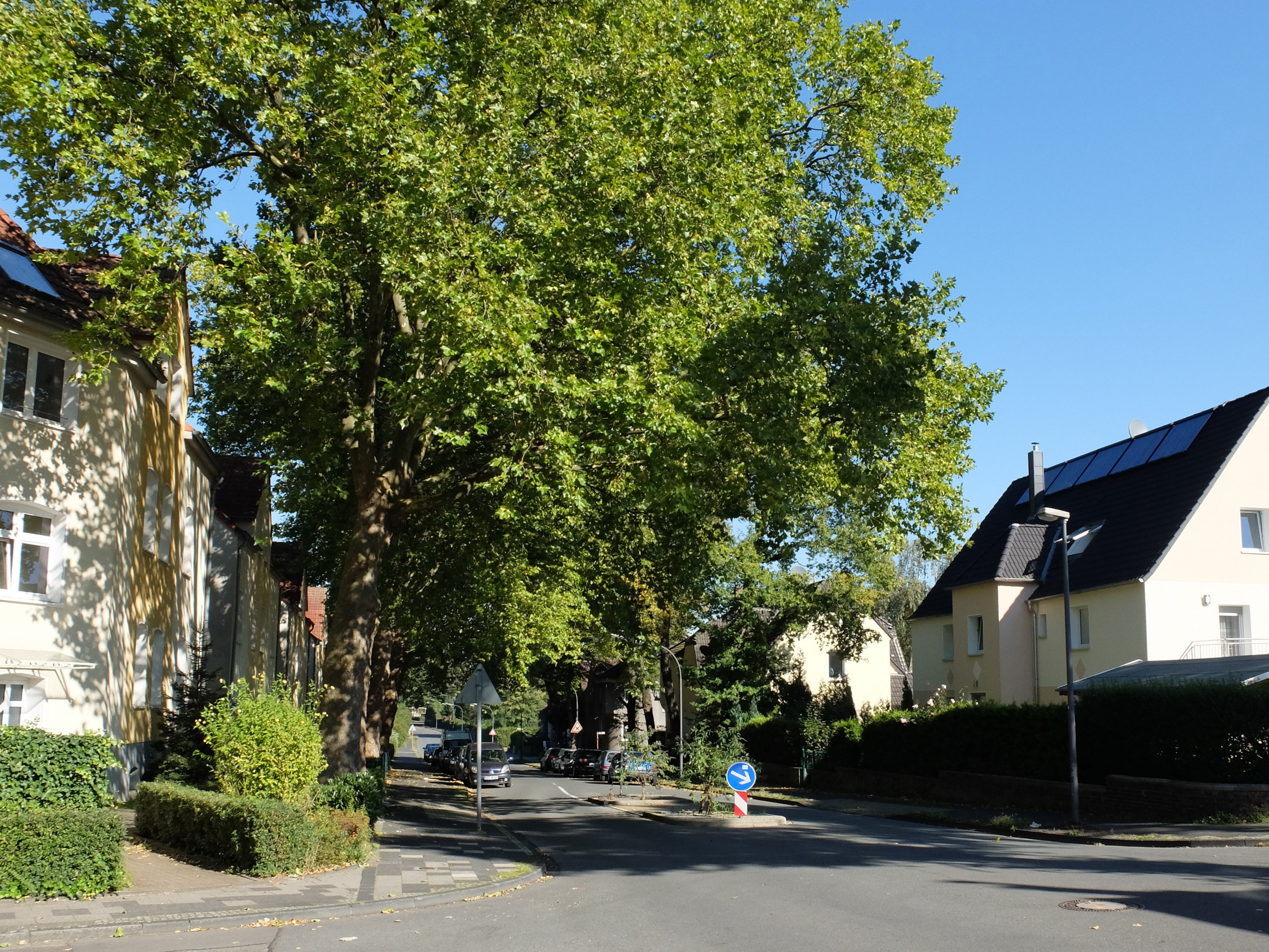
Straße Am Berg (früher Bergstraße)
ehemalige Bergarbeitersiedlung

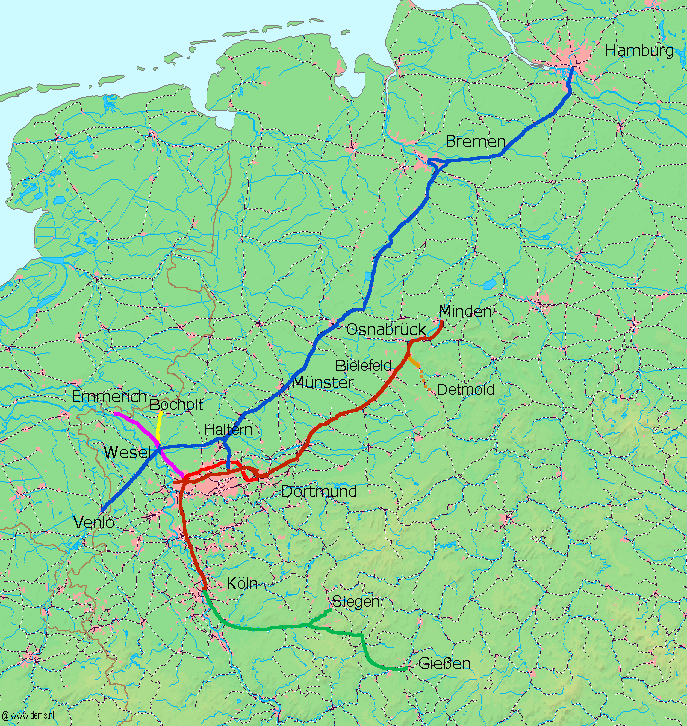
Stammstrecke der Köln-Mindener Eisenbahn (dunkelrote Linie)

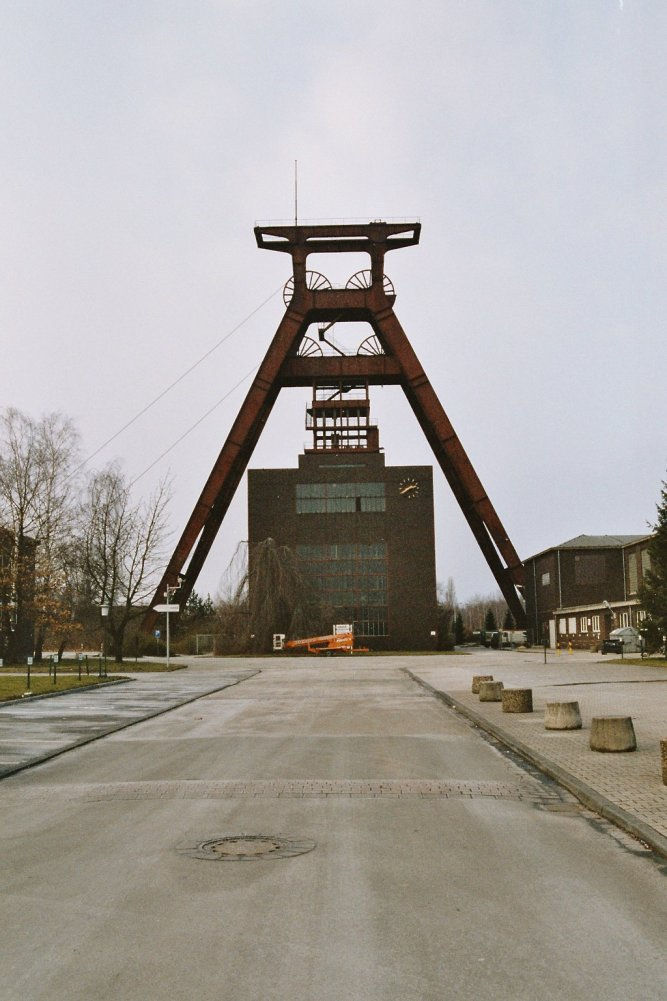
Schachtanlage Pluto-Wilhelm

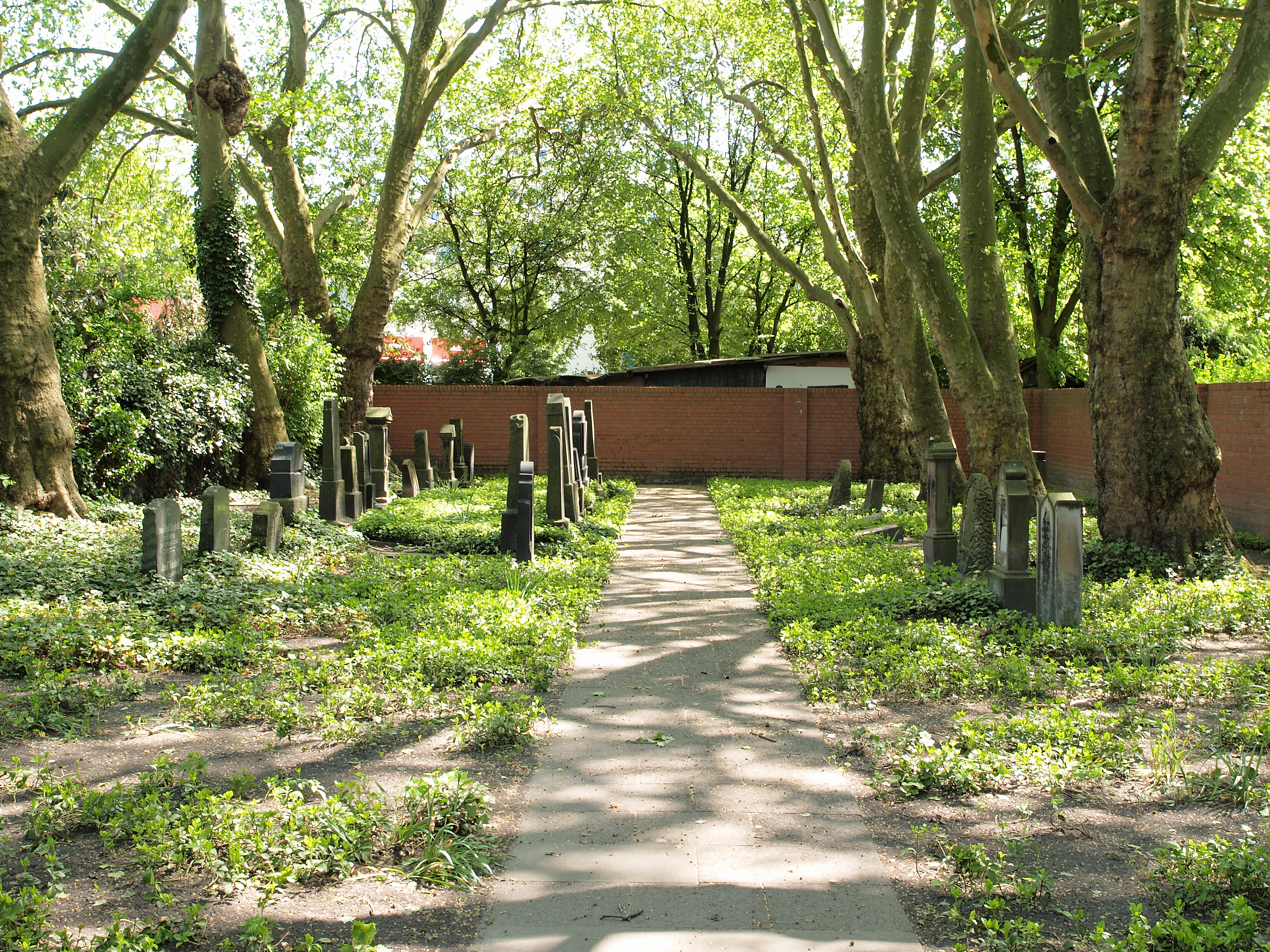
Jüdischer Friedhof Herne-Wanne

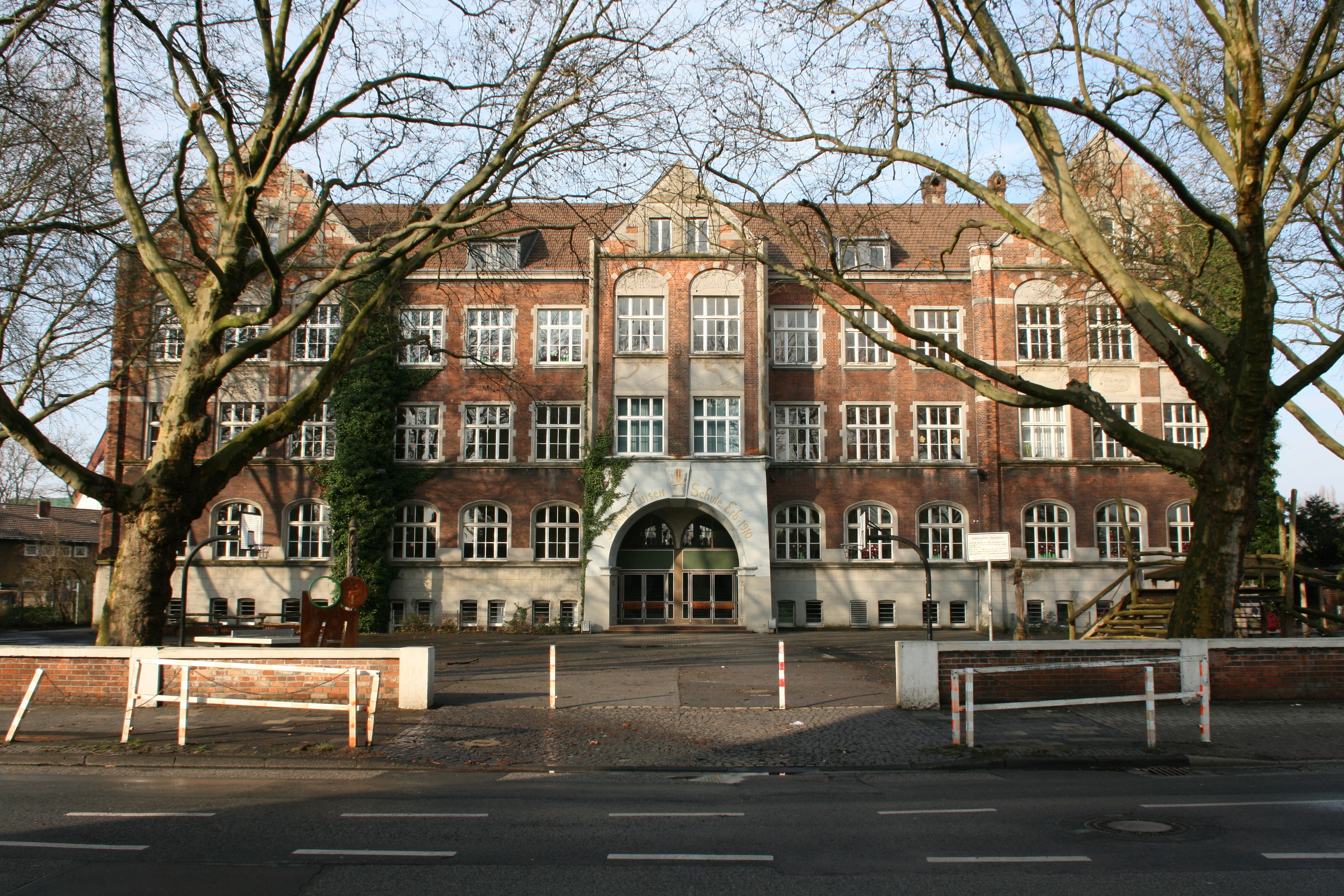
Königin-Luisen-Schule

Bickern war eine ursprünglich rein landwirtschaftlich geprägte Gemeinde in Westfalen, welche am 13. August 1897 nach dem übergeordneten Amt in Wanne umbenannt und am 1. April 1926 unter diesem Namen Teil der neugegründeten Stadt Wanne-Eickel wurde. Seit der Eingemeindung von Wanne-Eickel nach Herne am 1. Januar 1975 gehört auch die Gemarkung der ehemaligen Gemeinde Bickern zum Stadtgebiet der kreisfreien Stadt Herne.
Bickern war weder während der Zugehörigkeit zur Stadt Wanne-Eickel noch gegenwärtig ein offizieller Stadtteil von Herne, sondern ist lediglich die Bezeichnung für ein Wohngebiet innerhalb des Stadtteils Herne-Wanne.
Schon bald nach der Umbenennung von Bickern in Wanne wurde der ursprüngliche Name nur noch für den zentralen Bereich des alten Dorfkerns gebraucht. Es handelt sich dabei um den Teil der Gemarkung, welcher westlich der heutigen Schlachthofstraße liegt.

## Geographie
Das heutige Wohngebiet Bickern grenzt (im Uhrzeigersinn beginnend im Norden) an folgende Herner Stadtteile: Unser Fritz/Crange, Wanne und Röhlinghausen sowie im Westen an die kreisfreie Stadt Gelsenkirchen.

## Geschichte
Seine erste schriftliche Erwähnung fand Bickern zwar erst im Jahre 1220 als Byckeren in einer Vogteirolle des Stiftes Essen, doch es kann davon ausgegangen werden, dass die Ortschaft bereits seit der Karolingerzeit bestanden hat, da für das 9. Jahrhundert die Nennung der Unterbauernschaft villa Wanomhana belegt ist. Die villa Wanomhana fiel im Laufe der Zeit wüst, ihr Name erhielt sich aber in Form der späteren Gewannbezeichnung Wanne.
Am 6. März 1690 wurde Conrad von Strünkede von Kurfürst Friedrich III. von Brandenburg mit der hohen und niederen Gerichtsbarkeit über das Dorf Bickern belehnt.
1808 gehörte Bickern zur Mairie Herne und darauf war es Bestandteil der Bürgermeisterei Herne.
Im Jahre 1824 wurde die Gemarkung von Bickern bei der Katastervermessung in die drei Feldfluren Wanne, Riemker Mark und Bickern gegliedert.
1844 gehörte Bickern zum Amt Herne. Am 1. August 1875 wurde dieses Amt geteilt und die Gemeinden Bickern, Crange, Eickel, Holsterhausen und Röhlinghausen wurden dem neuerrichteten Amt Wanne zugeordnet, welches zum Kreis Bochum gehörte. Der Name des neuen Amtes war ein alter Flurname in einer Geländesenke, der auf die einstige Unterbauernschaft villa Wanomhana des frühen Mittelalters zurückgeht. Die Benennung des neuen Amtes war eine Kompromisslösung, um einen Streit zwischen den Gemeinden Bickern und Eickel anlässlich des Namens des gemeinsamen Bahnhofs an der 1847 errichteten Bahnstrecke Duisburg–Dortmund der Köln-Mindener Eisenbahn beizulegen, dessen Gelände genau auf der Gemarkungsgrenze der beiden Gemeinden lag. Am 13. August 1897 wurde der Name des übergeordneten Amtes Wanne auf die Gemeinde Bickern übertragen.
Der Name Bickern blieb in der Bevölkerung aber auch nach der Umbenennung in Wanne für den zentralen Kern des ehemaligen Dorfes lebendig und bezeichnet noch heute ein Wohngebiet im Stadtteil Herne-Wanne, welches sich westlich von der heutigen Schlachthofstraße bis zur Stadtgrenze nach Gelsenkirchen erstreckt.

## Politik
Die SPD ist mit einem eigenen Ortsverein in Bickern präsent.

## Kultur und Sehenswürdigkeiten

### Sport
Eine wichtige Rolle spielt in Bickern der Fußball. Diese Sportart wird vor Ort von zwei Vereinen vertreten, zum einen von der SFT Bickern Wanne 1919 e. V. und zum anderen von der DJK Bickern Wanne e. V.

### Sehenswürdigkeiten
An der heutigen Dürerstraße liegt der alte um das Jahr 1843 errichtete Jüdische Friedhof.

## Söhne und Töchter der Gemeinde
- Herbert F. W. Tengelmann (1896–1959), Jurist, Kaufmann und Industrieller